# Stengård Sogn
Stengård Sogn er et sogn i Gladsaxe-Herlev Provsti (Helsingør Stift). Sognet ligger i Gladsaxe Kommune (Region Hovedstaden). Indtil Kommunalreformen i 2007 lå det i Gladsaxe Kommune (Københavns Amt), og indtil Kommunalreformen i 1970 lå det i Sokkelund Herred (Københavns Amt). I Stengård Sogn ligger Stengård Kirke.
I Stengård Sogn findes bl.a. flg. steder:
- Stengården Station
- Bagsværdfortet
- Furå
- Nybrogård Kollegiet
- P.O. Pedersen Kollegiet
- Gammelmosevej Station (planlagt)